# Цойчах
Цойчах (нем. Zeutschach) — коммуна (нем. Gemeinde) в Австрии, в федеральной земле Штирия.
Входит в состав округа Мурау. Население составляет 237 человек (на 31 декабря 2005 года). Занимает площадь 18,34 км². Официальный код — 6 14 35.

## Политическая ситуация
Бургомистр коммуны — Вальтер Марколин (BHZ) по результатам выборов 2005 года.
Совет представителей коммуны (нем. Gemeinderat) состоит из 9 мест.
- АНП занимает 5 мест.
- местный список: 4 места.